# Lankaran
Lankaran (en azéri : Lənkəran) est une ville du sud de l'Azerbaïdjan. Sa population s'élevait à 58 847 habitants en 2015.

## Histoire
La ville a été construite sur un marais le long de la rive nord de la rivière portant le nom de la ville. Il y a des vestiges d'établissements humains dans la région datant du néolithique, ainsi que des ruines de villages fortifiés datant de l'âge du bronze et du fer.
Avec la mort de Nadir Chah (1736-1747), le Khanat de Talych fut fondé par Sayyid Abbas, dont les ancêtres étaient membres de la dynastie iranienne Safavid, et s'était installé dans la région des Talych au cours des années 1720 au cours d'une période mouvementée de l'histoire iranienne. Depuis la fondation du khanat jusqu'en 1828, il était placé sous la suzeraineté des dynasties iranienne Zand et Qadjar. Dans la première moitié du XVIIIe siècle, les Russes en prirent le contrôle pendant quelques années au cours de la guerre russo-persane de 1722-1723 ; en 1732, il fut cédé à l'Iran par le traité de Recht. Pendant la guerre russo-persane de 1804-1813, le général Kotlyarevsky, à la tête du contingent russe situé le plus au sud du pays, a pris d'assaut et capturé la forteresse de Lankaran. À la suite du traité de Golestan de 1813, il a été cédé à la Russie. Qadjar reviendra plus tard dans la ville lors de la guerre russo-persane de 1826-1828, mais il sera contraint de la restituer à la suite du traité de Turkmanchai (1828), qui met définitivement fin à l'influence perse dans le Caucase du Sud.

## Étymologie
L'ancienne forme du nom était "Langarkanan", ce qui en persan signifie "le lieu de lever l'ancre"Langar" (en persan: لنگر, ancre) + "kan" (کن, tirer) + " un "(آن, suffixe de lieux). Toutefois, selon certaines sources, Lankaran proviendrait des mots talych pour «Maison de canne», qui s'appelle Lan Karan. Alternativement, dans Médian Lan (a) karan-, où  karan- signifie «frontière, région, terre» et où Lan est probablement le nom d'une tribu de la mer Caspienne.

## Géographie
Il y a des plages de sable près de Lankaran. Les eaux thermales de sulfure, de chlorure et de sodium et de calcium des sources minérales d’Andjin sont situées à 12 km à l’ouest de la ville. Également à l'ouest se trouvent les ruines du château Ballabur, près du village du même nom.
La région possède une vaste zone de parcs nationaux, où une variété de faune et de flore est préservée. La réserve d'État de Guizilagadj héberge plus de 250 espèces de plantes, 30 espèces de poissons et plus de 220 espèces d'oiseaux. Lankaran est également connu pour le Parrotia persica, ou le bois de fer. Il est naturellement cultivé dans la région et pourrait être vu dans le parc national d’Hirkan. Selon le mythe local, il s’agit du seul bois qui s’enfonce dans l’eau, d’où son nom (le bois de fer). Historiquement, il a été utilisé pour le chauffage, car il brûle longtemps et ne s’éteint pas facilement. Le léopard persan (Panthera pardus saxicolor) vit également dans le parc national. En 1937, des membres de l'espèce de récolteur Opilio lepidus ont été aperçus dans la région. 

### Situation
La ville se trouve au bord de la mer Caspienne et entre les montagnes Talich.

### Climat
Le climat de Lankaran est subtropical humide et la ville est la plus arrosée d'Azerbaïdjan avec un total annuel des précipitations compris entre 1 600 et 1 800 mm.
| Mois                                        | jan.     | fév.       | mars      | avril     | mai      | juin     | jui.      | août      | sep.      | oct.      | nov.      | déc.      | année     |
| ------------------------------------------- | -------- | ---------- | --------- | --------- | -------- | -------- | --------- | --------- | --------- | --------- | --------- | --------- | --------- |
| Température minimale moyenne (°C)           | 1,9      | 2,5        | 5,4       | 9,5       | 14,8     | 19,2     | 21,9      | 21,6      | 18,4      | 13,5      | 7,8       | 3,6       | 11,7      |
| Température moyenne (°C)                    | 4,8      | 5,4        | 8,5       | 12,9      | 18,6     | 23,4     | 25,9      | 25,8      | 21,9      | 16,8      | 10,7      | 6,4       | 15,1      |
| Température maximale moyenne (°C)           | 8,7      | 9,1        | 12,4      | 16,9      | 23       | 28,1     | 30,7      | 30,6      | 26,1      | 20,8      | 14,4      | 10,1      | 19,2      |
| Record de froid (°C) date du record         | −15 1990 | −11,2 1993 | −7,7 1985 | −2,2 1967 | 1,7 2003 | 7,8 1967 | 10 1978   | 11 2006   | 7,8 1962  | 1 1977    | −3,2 2016 | −8,9 1964 | −15 1990  |
| Record de chaleur (°C) date du record       | 28 1979  | 27,4 2020  | 28,5 2008 | 32,4 1998 | 36 2007  | 36 1991  | 39,7 2002 | 39,9 2001 | 38,2 2001 | 34,5 2013 | 26,9 1992 | 28 1980   | 39,9 2001 |
| Ensoleillement (h)                          | 105,4    | 98,9       | 124       | 171       | 226,3    | 282      | 306,9     | 254,2     | 189       | 127,1     | 99        | 108,5     | 2 092,3   |
| Précipitations (mm)                         | 75       | 56         | 56        | 67        | 29       | 13       | 20        | 23        | 82        | 142       | 124       | 83        | 770       |
| Record de pluie en 24 h (mm) date du record | 560 1994 | 96 1991    | 204 1999  | 818 2004  | 224 1999 | 95 1969  | 149 1999  | 91 1949   | 139 2000  | 135 1976  | 241 1973  | 512 2015  | 818 2004  |
| Nombre de jours avec précipitations         | 10       | 10         | 11        | 8         | 8        | 3        | 2         | 4         | 7         | 13        | 12        | 9         | 97        |

| Diagramme climatique                                  |          |           |           |          |            |            |            |            |             |            |           |
| J                                                     | F        | M         | A         | M        | J          | J          | A          | S          | O           | N          | D         |
| 8,71,975                                              | 9,12,556 | 12,45,456 | 16,99,567 | 2314,829 | 28,119,213 | 30,721,920 | 30,621,623 | 26,118,482 | 20,813,5142 | 14,47,8124 | 10,13,683 |
| Moyennes : • Temp. maxi et mini °C • Précipitation mm |          |           |           |          |            |            |            |            |             |            |           |

## Population
Recensements (*) ou estimations de la population :
| 1897* | 1923*  | 1926*  | 1939*  | 1959*  | 1970*  |
| ----- | ------ | ------ | ------ | ------ | ------ |
| 8 733 | 11 953 | 11 878 | 16 611 | 25 209 | 35 505 |

| 1979*  | 1989*  | 2002*  | 2009*  | 2012   | - |
| ------ | ------ | ------ | ------ | ------ | - |
| 40 312 | 45 020 | 48 600 | 49 970 | 50 800 | - |

### Recensement de 2009

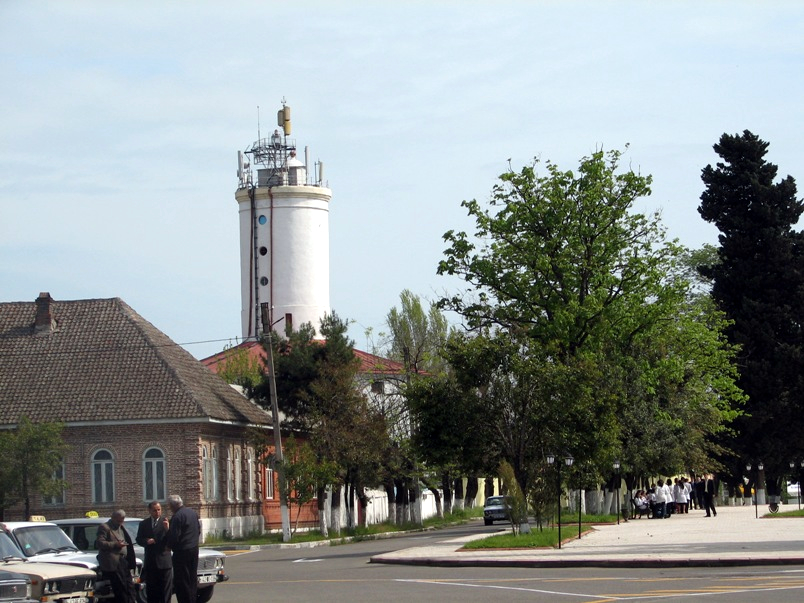
La rue centrale de Lankaran

- Azéris 80.54% (40.019)
- Talych 19,54% (10,342)
- Russes 0,19% (281)
- Ukrainiens 0,02% (22)
- Turc 0,01% (17)
- Kurdes 0,01% (14)
- Tatars 0,01% (13)
- Lezghiens 0,01% (10)
- Autres 0,02% (27)

### Religion
La religion avec la plus grande communauté d'adeptes est l'islam. La majorité des musulmans sont des musulmans chiites, et la République d'Azerbaïdjan a le deuxième plus haut pourcentage de population chiite au monde après l'Iran. Les mosquées notables de la ville comprennent les mosquées Kitchik Bazar et Beuyuk Bazar.

## Économie
La région de Lankaran cultive le riz, le tabac et les agrumes (oranges, citrons, mandarines). Mais la principale ressource de la ville est sa production locale de thé. 
Le climat subtropical humide et favorable, la disponibilité de bonnes terres arables, d'eau et de ressources en main-d'œuvre suffisantes de la ville constituent une bonne base pour les activités agricoles ainsi que pour le développement d'entreprises de transformation agro-alimentaire. La ville abrite également le premier thé en Azerbaïdjan, construit en 1937.

## Culture
En 2012, la ville avec Bakou et Gandja ont participé au mouvement Une heure pour la planète.

### Cuisine
La cuisine de Lankaran a été largement influencée par son histoire multiculturelle, d’où la grande variété de plats provenant de Khanat de Talych. La cuisine de Lankaran comprend notamment le lavangi, le kultcha lankaran, le marji plov, le plov blanc, le citrouille plov et le turchu kebab.

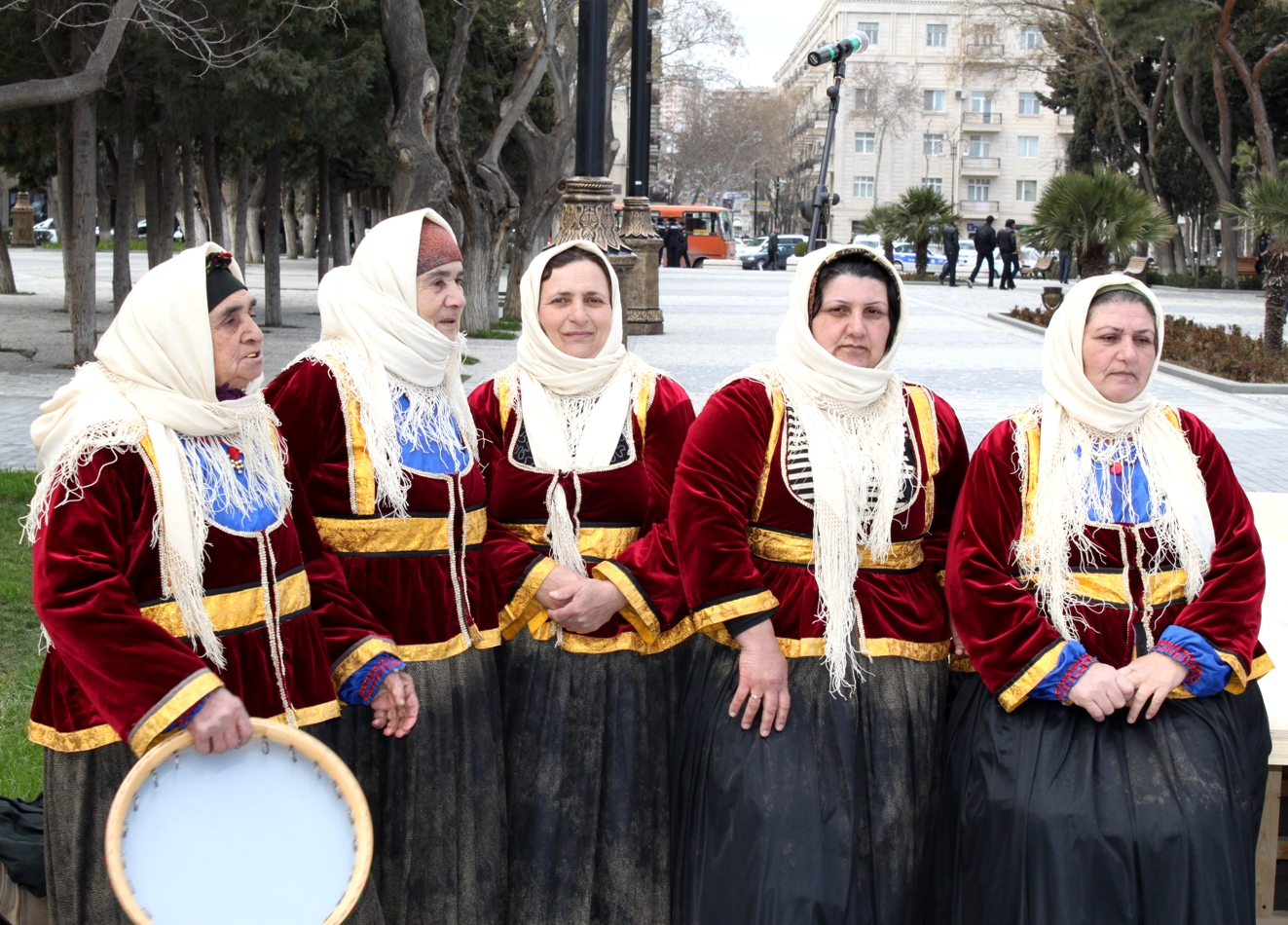
Le collectif de folk et de danse Badjilar

### Musique et média
Lankaran abrite plusieurs artistes folkloriques nationaux, dont le collectif national de folk et de danse Talych, Bacılar (les Sœurs).
La chaîne régionale Djanub TV (sud) et le journal Lankaran ont leur siège dans la ville.

## Transports

### Air
Lankaran est desservie notamment par un aéroport international.
Le terminal international de l'aéroport a été ouvert en septembre 2008 et l'aéroport est sur le point de devenir l'un des hub les plus fréquentés d'Azerbaïdjan.

### Rail
La ville dispose d'un service de train depuis les terminaux historiques du centre-ville vers Bakou à l'est et Astara au sud.

## Sports

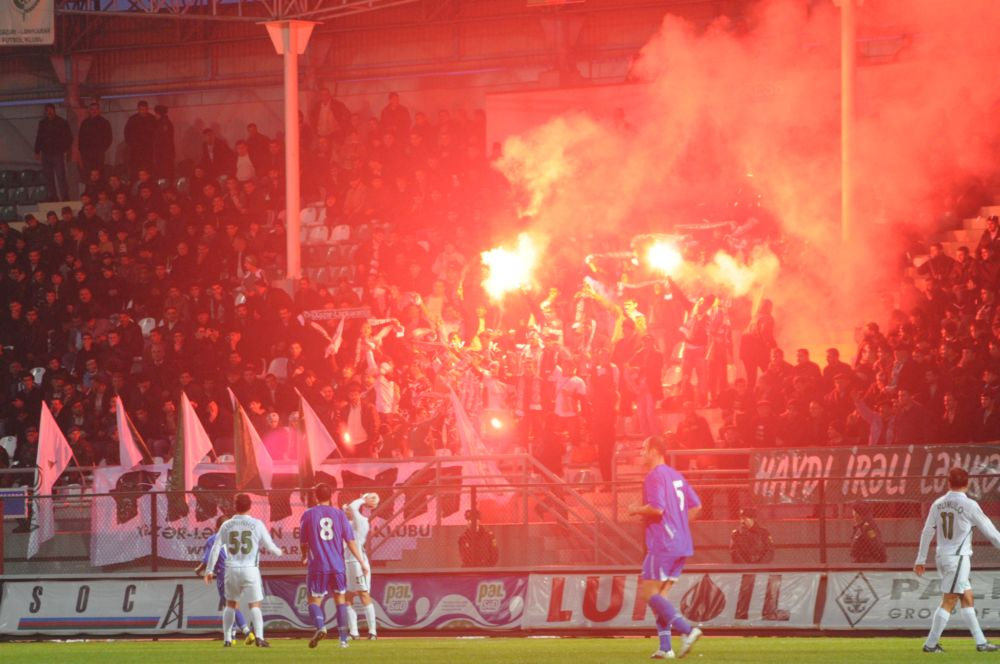
Fans de Khazar Lankaran au stade de la ville de Lankaran

Lankaran dispose d'un club de football réputé dans le pays, le FK Khazar Lankaran, champion du pays en 2007. Le stade municipal de Lankaran fait partie des 6 stades où se déroule la Coupe du monde féminine - 17 ans organisée par la FIFA en 2012.
En 2012, la ville a remporté le titre de champion d'Europe du haltérophilie.

## Éducation
Université d'État de Lankaran -  Fondée en 1991, l’Université d'État de Lankaran est la première université de Lankaran à commencer des cours.

## Personnes notables
Parmi les nombreux résidents prestigieux de la ville, citons : le général de corps des troupes blindées soviétiques durant la Seconde Guerre mondiale, Hazi Aslanov, le général de l'artillerie de l'armée impériale russe Samad bey Mehmandarov, le chanteur folk et l'actrice de théâtre Djahan Talychinskaya,  l'écrivaine Svetlana Peounova, le militant social Maryam Bayramalibeyova, la chanteuse pop Ilhama Gasimova, l'haltérophile Turan Mirzayev, la chanteuse Haghigat Rzayeva et le footballeur Dmitriy Kramarenko.
- Lieu de naissance de Həzi Aslanov, une « maison-musée », au 19 rue Uzeyir Hajibeyov, a été ouverte à sa mémoire en 1969 et restaurée en 2010[22]

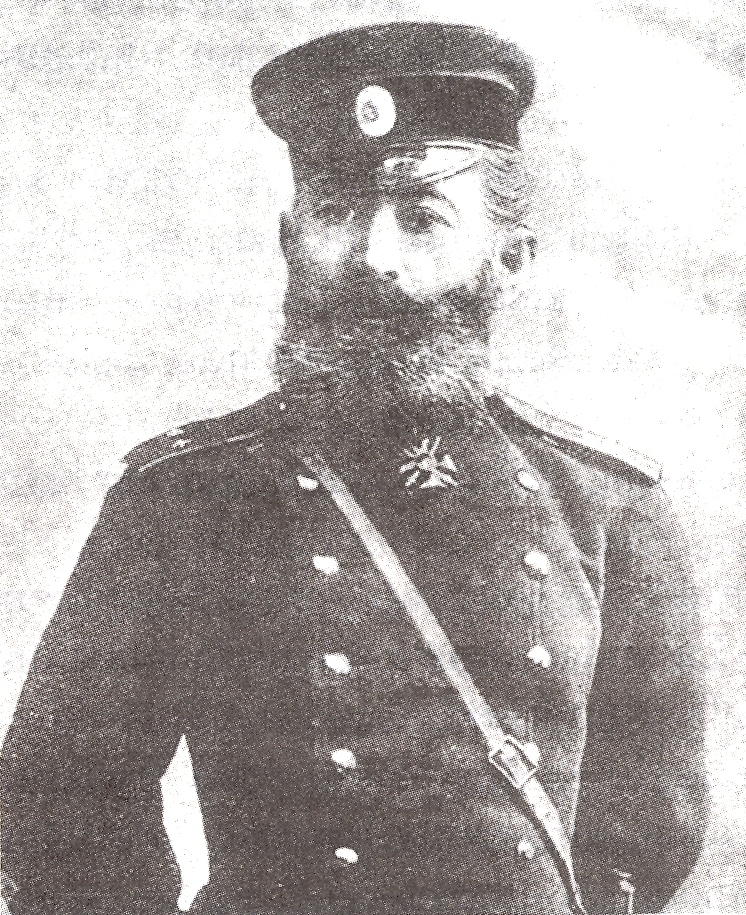
Samad bey Mehmandarov a été ministre de la Défense de la République démocratique d'Azerbaïdjan
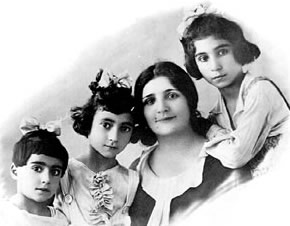
Maryam Bayramalibeyova était une militante sociale